# 路易斯堡鎮區 (堪薩斯州蒙哥馬利縣)
路易斯堡鎮區（英語：Louisburg Township）是位於美國堪薩斯州蒙哥馬利縣的一個行政鎮區。

## 地方資料
路易斯堡鎮區的面積為186.49平方千米，當中陸地面積為183.83平方千米，而水域面積為2.66平方千米。根據2010年美國人口普查的數據，當地共有人口616人，而人口密度為每平方千米3.3人。

## 外部連結
- US-Counties.com
- City-Data.com （页面存档备份，存于）